# 富衛
富衛集團有限公司（英語：FWD Group Holdings Limited，港交所：1828），通稱富衛保險，簡稱富衛，是香港的保險集團，2013年成立，是盈科拓展集團的保險業務子公司。公司目前在香港、日本、澳門、新加坡、泰國、菲律賓、印度尼西亞、越南、馬來西亞和柬埔寨开展業務，提供人壽保險、醫療保險、一般保險、員工福利保險等服務。
截至2021年，富衛管理的資產約為630億美元。
富衛曾打算到美國上市，但受到當時的中美關係影響，在2021年12月向美國證券交易委員會公告取消美國上市計劃。
該公司於2022年向香港交易所提交IPO申請，並於2023年3月13日向香港交易所重新提交了主板上市申請。最终该公司于2025年7月7日上市。

## 歷史

### 2010s
公司前身為ING集團在亞洲的保險業務分支。2012年10月，李澤楷的盈科拓展集團以21.4億美元向ING收購其香港、澳門及泰國的保險及退休金業務。2013年4月，ING香港業務購入李澤楷減持的香港電訊信託部份股權。2013年8月，ING香港、澳門及泰國保險業務易名為富衛。
2013年10月，瑞士再保險（Swiss Re）以4.25億美元購入富衛12.3%股份。
2015年6月， 富衛收購印度尼西亞壽險公司 PT Finansial Wiramitra Danadyaksa 的50.1%直接股權，並更名為富衛印尼，進入印尼市場，又於2018年3月將富衛印尼的股權增加至79.1%。
2016年6月7日，富衛獲批准收購大東方人壽（越南）有限公司。
2016年8月4日，富衛將旗下強制性公積金及職業退休計劃業務，包括「富衛退休金信託有限公司」出售给香港永明金融。雙方亦達成為期15年的策略分銷協議，協議有效期内富衛的專屬代理人可於香港分銷永明金融的強積金及公積金產品。
2016年11月15日，美國保險集團 AIG 將其日本人壽保險業務 AIG 富士生命保險公司出售给富衛。
2018年10月23日，富衛以4.26億澳元（約23.62億港元）收購澳洲聯邦銀行旗下印尼人壽保險企業 PT Commonwealth Life（PTCL）的80%股權。雙方亦達成為期15年的策略分銷協議，協議有效期内澳洲聯邦銀行的專屬代理人可分銷相關產品。2020年该併購完成之时，PTCL 即更名為 PT 富衛印尼人壽保險。
2018年，富衛收購滙豐控股持有的馬來西亞合資保險公司 HSBC Amanah Takaful (Malaysia) Bhd 49%股權，進入馬來西亞市場。該公司現稱富衛 Takaful。
由2019年開始，富衛冠名贊助於4月在沙田馬場舉行的冠軍賽馬日，並冠名贊助冠軍一哩賽和女皇盃兩項國際一級賽。
2019年6月27日，富衛以4億美元（31.2億港元）收購美國大都會人壽保險香港業務，即大都會人壽保險有限公司及美商大都會人壽保險香港有限公司。收購完成後，大都會人壽保險有限公司及美商大都會人壽保險香港有限公司分別改名為富衛人壽（香港）有限公司及富衛人壽保險（香港）有限公司。
2019年7月1日，富衛以30億美元，合927億泰銖（約236.8億港元）及其他額外收益收購泰國匯商銀行人壽保險公司（SCB Life）全部股權，双方同時訂立為期15年的獨家分銷協議，泰國匯商銀行將向其泰國客戶分銷富衛人壽保險產品。
截至2019年8月，富衛亦已申請在中國內地設立合資企業的許可。2019年11月，富衛同意以4億美元收購越南外貿股份商業銀行與巴黎保險集團 (BNP Paribas Cardif) 的合資企業 Vietcombank-Cardif 人壽保險。

### 2020s
2020年3月，英國保險公司保誠以7.53億美元收購了富衛集團在泰國的銀行保險合作業務。同月，富衛越南人壽保險以註冊資本計，成為越南最大的壽險公司。2020年6月，富衛集團據報道以3億美元價格購買了印尼人民銀行（BRI）旗下壽險業務 PT Asuransi BRI Life 的少數股權。2020年9月，有媒體報道稱富衛集團正考慮在香港進行首次公開募股。同月，該公司購買了新加坡理財公司 IPP Financial Advisers 的少數股權。截至2020年，富衛集團擁有750萬名客戶，管理着509億美元的資產。到2021年，該公司管理約630億美元的資產，在亞洲擁有6100名僱員。
2022年，公司的新業務價值達到8.23億美元，較2021年增長29%，其調整後稅前營業利潤為3.34億美元，較上年增長83%。
2023年，公司通過投資 Gibraltar BSN 人壽保險（更名為富衛保險有限公司）進入馬來西亞壽險市場。富衛與其他投資者一起從保德信金融集團（PFI）的全資子公司美國保德信保險收購了 Gibraltar BSN 人壽保險的多數股權。2023年3月13日，富衛重新提交了香港主板上市申請，自2021年12月以來，富衛集團已籌集了18.25億美元的私募資金。同年5月，公司任命薛簡能（Sid Sankaran）為集團常務董事兼集團財務總監。8月，富衛集團獲得首個信用評級，分別為惠譽和穆迪的投資級信用評級。惠譽將富衛的長期發行人違約評級（IDR）評為「BBB+」，展望穩定；穆迪授予富衛的發行人評級為Baa2，展望正面。
2024年3月，富衛集團對馬來西亞富衛Takaful 增持21%的股份，成為擁有該公司70%控股權的大股東。同年5月，公司推出新的健康保險業務 FWD HealthyMe，並任命薛慧雅（Sarah Salvilla）為集團醫療保健總監。
2024年，公司稅後淨利潤為2400萬美元（約1.87億港元），稅後營運利潤為4.63億美元，按年增長29%。

## 社區參與及企業社會責任
2017 - 2020年，富衛集團連續四年冠名贊助北極點馬拉松，以示對環保努力的支持。富衛也與植樹社會企業 EcoMatcher 合作，在菲律賓、泰國和印度尼西亞種植森林。
2020年4月，富衛菲律賓公司啟動了新冠肺炎慈善募捐，在其經營地區捐助醫療工作者並為民眾提供生活必需品。2022年，富衛集團與非營利機構青年成就亞太區合作，推出「JA 小財智·大夢想」項目，向小學生、教師、家長和志願者教授金融知識、創新和社會意識。2023年公司成立十週年之際，富衛啟動了「十個市場十個夢想」社區關愛撥款計劃，捐助支持增進理財素養的慈善項目。

## 經營業務
自2013年成立以來，富衛保險已將市場擴展到日本、新加坡、菲律賓、印度尼西亞、越南、馬來西亞和柬埔寨等10個國家及地區。其引人關注的併購則包括收購美國大都會人壽保險香港業務，及收購泰國的SCB人壽保。
富衛的產品包括人壽和醫療保險、一般保險、員工福利保險及健康保險。公司利用數字平台來增強客戶體驗及優化保單管理和理賠處理等業務流程，並與微軟公司合作，引入人工智能技術來實現更高效的客戶互動及業務流程。

## 外部連結
- 富衛 （页面存档备份，存于）